# Alpské lyžování na Zimních olympijských hrách 1998
Alpské lyžování na Zimních olympijských hrách 1998 v blízkosti Nagana.

## Medailové pořadí zemí
| Pořadí | Země                         | Zlato | Stříbro | Bronz | Celkově |
| ------ | ---------------------------- | ----- | ------- | ----- | ------- |
| 1.     | Rakousko (AUT)               | 3     | 4       | 4     | 11      |
| 2.     | Německo (GER)                | 3     | 1       | 2     | 6       |
| 3.     | Norsko (NOR)                 | 1     | 3       | 0     | 4       |
| 4.     | Itálie (ITA)                 | 1     | 1       | 0     | 2       |
| 5.     | Francie (FRA)                | 1     | 0       | 1     | 2       |
| 6.     | Spojené státy americké (USA) | 1     | 0       | 0     | 1       |
| 7.     | Švýcarsko (SUI)              | 0     | 1       | 1     | 2       |
| 8.     | Švédsko (SWE)                | 0     | 1       | 0     | 1       |
| 9.     | Austrálie (AUS)              | 0     | 0       | 1     | 1       |
|        | Celkem                       | 10    | 11      | 9     | 30      |

## Medailisté

### Muži
| Disciplína       | Zlato                             | Výkon   | Stříbro                                                     | Výkon   | Bronz                                  | Výkon   |
| ---------------- | --------------------------------- | ------- | ----------------------------------------------------------- | ------- | -------------------------------------- | ------- |
| kombinace        | Mario Reiter · Rakousko (AUT)     | 3:08,06 | Lasse Kjus · Norsko (NOR)                                   | 3:08,65 | Christian Mayer · Rakousko (AUT)       | 3:10,11 |
| sjezd            | Jean-Luc Crétier · Francie (FRA)  | 1:50,11 | Lasse Kjus · Norsko (NOR)                                   | 1:50,51 | Hannes Trinkl · Rakousko (AUT)         | 1:50,63 |
| slalom           | Hans Petter Buraas · Norsko (NOR) | 1:49,31 | Ole Kristian Furuseth · Norsko (NOR)                        | 1:50,64 | Thomas Sykora · Rakousko (AUT)         | 1:50,68 |
| obří slalom      | Hermann Maier · Rakousko (AUT)    | 2:38,51 | Stephan Eberharter · Rakousko (AUT)                         | 2:39,36 | Michael von Grünigen · Švýcarsko (SUI) | 2:39,69 |
| superobří slalom | Hermann Maier · Rakousko (AUT)    | 1:34,82 | Didier Cuche · Švýcarsko (SUI) Hans Knauss · Rakousko (AUT) | 1:35,43 | medaile neudělena                      |         |

### Ženy
| Disciplína       | Zlato                                           | Výkon   | Stříbro                                   | Výkon   | Bronz                                     | Výkon   |
| ---------------- | ----------------------------------------------- | ------- | ----------------------------------------- | ------- | ----------------------------------------- | ------- |
| kombinace        | Katja Seizingerová · Německo (GER)              | 2:40,74 | Martina Ertlová · Německo (GER)           | 2:40,92 | Hilde Gergová · Německo (GER)             | 2:41,50 |
| sjezd            | Katja Seizingerová · Německo (GER)              | 1:28,89 | Pernilla Wibergová · Švédsko (SWE)        | 1:29,18 | Florence Masnadaová · Francie (FRA)       | 1:29,37 |
| slalom           | Hilde Gergová · Německo (GER)                   | 1:32,40 | Deborah Compagnoniová · Itálie (ITA)      | 1:32,46 | Zali Steggallová · Austrálie (AUS)        | 1:32,67 |
| obří slalom      | Deborah Compagnoniová · Itálie (ITA)            | 2:50,59 | Alexandra Meissnitzerová · Rakousko (AUT) | 2:52,39 | Katja Seizingerová · Německo (GER)        | 2:52,61 |
| superobří slalom | Picabo Streetová · Spojené státy americké (USA) | 1:18,02 | Michaela Dorfmeisterová · Rakousko (AUT)  | 1:18,03 | Alexandra Meissnitzerová · Rakousko (AUT) | 1:18,09 |